# Kylie Minogue: Artist Collection
Kylie Minogue: Artist Collection es una compilación realizada por la cantante australiana Kylie Minogue. Fue lanzado el 20 de septiembre de 2004 en el Reino Unido. El álbum contenía canciones de los dos discos de Kylie Minogue (1994) y Impossible Princess (1997), así como canciones raras y B-sides.

## Lista de canciones
1. "Confide in Me" (Master Mix) – 5:51
2. "Limbo" – 4:05
3. "Breathe" (Radio Edit) – 3:39
4. "Automatic Love" – 4:46
5. "Dangerous Game" (Dangerous Ouverture) – 1:20
6. "Too Far" – 4:43
7. "Dangerous Game" – 5:30
8. "Put Yourself in my Place" – 4:54
9. "Did It Again" (Single version) – 4:15
10. "Take Me with You" – 9:10
11. "Love Takes Over Me" – 4:19
12. "Where Is the Feeling?" (Acoustic version) – 4:51
13. "Cowboy Style" – 4:44
14. "Dreams" – 3:44